# Tarsomys apoensis
Tarsomys apoensis är en däggdjursart som beskrevs av Edgar Alexander Mearns 1905. Tarsomys apoensis ingår i släktet Tarsomys och familjen råttdjur. IUCN kategoriserar arten globalt som livskraftig. Inga underarter finns listade.
Arten når en absolut längd av 245 till 263 mm, inklusive en 116 till 126 mm lång svans samt en vikt av 65 till 72 g. Den har 31 till 34 mm långa bakfötter och 21 till 22 mm stora öron. Den långa och mjuka pälsen på ovansidan har en mörk kastanjebrun färg och undersidan är täckt av kortare päls med ljusare rödbrun färg. Även svansen är brunaktig. Tarsomys apoensis har smala bakfötter och ganska långa klor vid framtassarna.
Denna gnagare förekommer med flera från varandra skilda populationer på ön Mindanao i södra Filippinerna. Arten vistas i bergstrakter eller på högplatå mellan 1500 och 2400 meter över havet. Habitatet utgörs av fuktiga skogar.
Individerna kan vara dag- och nattaktiva. De går främst på marken och äter daggmaskar och andra ryggradslösa djur som kompletteras med några växtdelar. På honans undersida finns tre par spenar. Ett exemplar hade en kull med fyra ungar.